# John Ricord
John Ricord (Nova Jérsia, 5 de setembro de 1813 - Paris, 26 de março de 1861) foi um advogado e viajante do mundo. Ele esteve envolvido em casos no Texas, Oregon, Havaí e Califórnia.

## Vida
John Ricord nasceu em 5 de setembro de 1813, em Belleville, Nova Jersey. Sua mãe, Elizabeth Stryker, era educadora e escritora. Seu pai, Jean Baptiste Ricord de Madianna, era um médico e naturalista que escapou da Revolução Francesa com seus pais. O primeiro John Ricord cresceu na casa de seus avós maternos em Belleville, Nova Jersey, depois que seus pais se separaram. Seu irmão, Frederick William Ricord, tornou-se juiz e prefeito de Newark, New Jersey, depois escreveu artigos sobre a história de New Jersey como secretário da New Jersey Historical Society. Ele estudou direito em 1829 no escritório de seu tio, James Stryker, e foi admitido na ordem dos advogados em Buffalo, Nova York, em 12 de março de 1833.

### Texas
Em algum momento nos anos seguintes, outro tio, John Stryker, o encorajou a ir para a República do Texas. Ricord chegou a Velasco, Texas, no verão de 1836 e foi contratado pelo presidente David G. Burnet como secretário particular. Ricord então serviu ao presidente Sam Houston como seu secretário, então secretário-chefe do Departamento de Estado e promotor público do Quarto Distrito Judicial em 19 de dezembro de 1836.

### Oregon
Em 1837, Ricord deixou o Texas antes que seu mandato expirasse. Ele exerceu a advocacia em algum momento na Flórida. Ele se juntou a um vagão de trem de St. Louis, Missouri, para o Território de Oregon em 1843. Ele foi contratado por Alvin F. Waller como advogado em uma disputa de terras contra John McLoughlin, da Hudson's Bay Company. Ele partiu de Vancouver, British Columbia no final de 1843 com um grupo de missionários, incluindo Jason Lee e Gustavus Hines.

## Morte
Ele passou curtos períodos no Tahiti, Tailândia e outros lugares no Oceano Pacífico.
Em dezembro de 1859, Ricord estava em Austin, Texas (agora capital do estado dos EUA) e persuadiu o Legislativo do Texas a conceder-lhe terras e salário por seus serviços à república 33 anos antes. Ele então voltou para visitar parentes em Nova Jersey e depois de alguns meses foi para a Libéria. Ele morreu em Paris em 26 de março de 1861, na casa de seu tio Philippe Ricord, médico pessoal de Napoleão III. Ricord está enterrado no Cemitério Père Lachaise.